# تئودوریک فرایبرگ

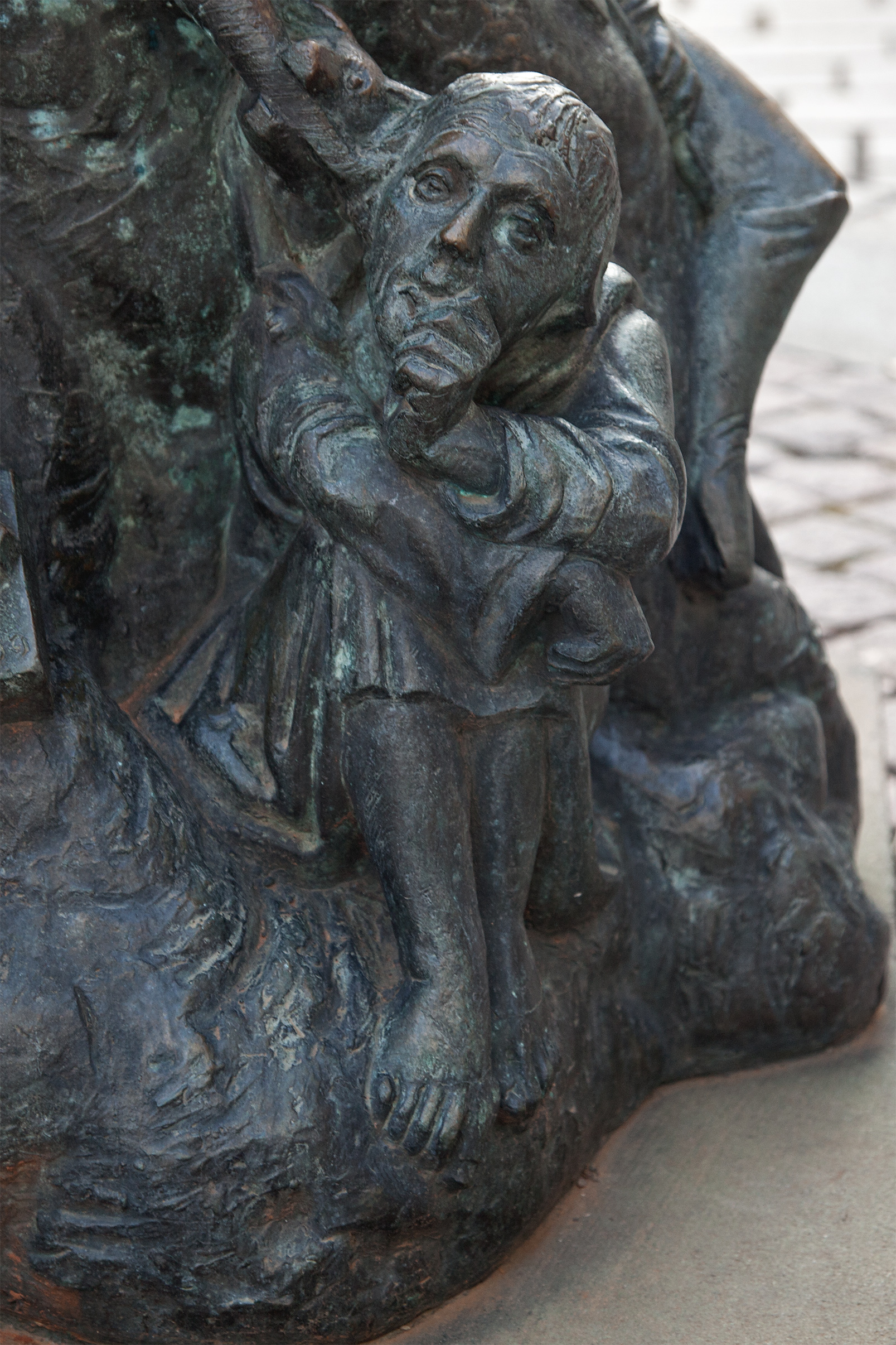
تندیسی از تئودوریک فرایبرگ در حال تفکر

 تئودوریک فرایبرگ (آلمانی: Theodoric of Freiberg؛ زاده ۱۲۵۰ درگذشته ۱۳۱۰) یک فیزیک‌دان اهل آلمان بود.